# Robert Grant (astronom)
Robert Grant, škotski astronom, * 17. junij 1814, Grantown-on-Spey, Škotska, † 24. oktober 1892.

## Življenje in delo
Grant je leta 1852 po zdravstvenih problemih in denarnih težavah objavil celotno besedilo svoje knjige The History of Physical Astronomy from the Earliest Ages to the Middle of the Nineteenth Century (Zgodovina fizikalne astronomije od zgodnje dobe do sredine devetnajstega stoletja). Delo je postalo eno najpomembnejših v tedanjem času, za kar je leta 1856 prejel Zlato medaljo Kraljeve astronomske družbe. Leta 1859 je na Univerzi v Glasgowu kot profesor astronomije nasledil Nichola. V znanstvenih revijah je objavil več astronomskih člankov. Njegovo glavno delo je bilo določevanje lege večjega števila zvezd z Ertelovim tranzitnim krogom na Observatoriju Glasgow. Njegova opazovanja v 21-tih letih vsebuje Glasgowški katalog 6415 zvezd (Glasgow Catalogue of 6415 Stars), objavljen leta 1883. Nekaj tednov po njegovi smrti leta 1892 so objavili Drugi Glasgowški katalog 2156 zvezd (Second Glasgow Catalogue of 2156 Stars).